# Папуа — Новая Гвинея на летних Олимпийских играх 2000
Папуа — Новая Гвинея принимала участие в Летних Олимпийских играх 2000 года в Сиднее (Австралия) в шестой раз за свою историю, но не завоевала ни одной медали. Сборную страны представляли 2 мужчины и 3 женщины, принимавшие участие в соревнованиях по лёгкой атлетике, плаванию и тяжёлой атлетике.

## Состав олимпийской сборной Папуа — Новой Гвинеи

### Лёгкая атлетика
Спортсменов — 2
Мужчины
| Спортсмен   | Вид              | Забег     | Забег | Полуфинал | Полуфинал | Финал     | Финал     |
| Спортсмен   | Вид              | Результат | Место | Результат | Место     | Результат | Место     |
| ----------- | ---------------- | --------- | ----- | --------- | --------- | --------- | --------- |
| Моуэн Бойно | 400м с барьерами | 51,38     | 8     | Не прошёл | Не прошёл | Не прошёл | Не прошёл |

Женщины
| Спортсмен | Вид  | Забег     | Забег | Четвертьфинал | Четвертьфинал | Полуфинал | Полуфинал | Финал     | Финал     |
| Спортсмен | Вид  | Результат | Место | Результат     | Место         | Результат | Место     | Результат | Место     |
| --------- | ---- | --------- | ----- | ------------- | ------------- | --------- | --------- | --------- | --------- |
| Энн Муни  | 400м | 55,55     | 6     | Не прошла     | Не прошла     | Не прошла | Не прошла | Не прошла | Не прошла |

### Плавание
Спортсменов — 2
В следующий раунд на каждой дистанции проходили лучшие спортсмены по времени, независимо от места занятого в своём заплыве.
Мужчины
| Спортсмен  | Соревнование | Предварительные заплывы | Предварительные заплывы | Полуфиналы | Полуфиналы | Финал     | Финал     |
| Спортсмен  | Соревнование | Результат               | Место                   | Результат  | Место      | Результат | Место     |
| ---------- | ------------ | ----------------------- | ----------------------- | ---------- | ---------- | --------- | --------- |
| Кьеран Чан | 100 м брасс  | 1:13,34                 | 63                      | Не прошёл  | Не прошёл  | Не прошёл | Не прошёл |

Женщины
| Спортсменка | Соревнование | Предварительные заплывы | Предварительные заплывы | Полуфиналы | Полуфиналы | Финал     | Финал     |
| Спортсменка | Соревнование | Результат               | Место                   | Результат  | Место      | Результат | Место     |
| ----------- | ------------ | ----------------------- | ----------------------- | ---------- | ---------- | --------- | --------- |
| Ксения Пени | 100 м брасс  | 1:19,62                 | 39                      | Не прошла  | Не прошла  | Не прошла | Не прошла |

### Тяжёлая атлетика
Спортсменов — 1
В рамках соревнований по тяжёлой атлетике проводятся два упражнения - рывок и толчок. В каждом из упражнений спортсмену даётся 3 попытки, в которых он может заказать любой вес, кратный 2,5 кг. Победитель определяется по сумме двух упражнений.
Женщины
| Спортсмен | Категория | Вес   | Рывок | Рывок | Рывок | Толчок | Толчок | Толчок | Всего | Место |
| Спортсмен | Категория | Вес   | 1     | 2     | 3     | 1      | 2      | 3      | Всего | Место |
| --------- | --------- | ----- | ----- | ----- | ----- | ------ | ------ | ------ | ----- | ----- |
| Дика Туа  | до 48 кг  | 47,36 | 45,0  | 45,0  | 50,0  | 62,5   | 67,5   | 72,5   | 117,5 | 10    |